# Robin Pecknold
Robin Noel Pecknold (Kirkland, Washington; 30 de marzo de 1986) es un cantante y guitarrista estadounidense, además de ser el vocalista y compositor de la banda Fleet Foxes.
Escribió su primera canción a los 14 años, llamada "Sarah Jane". Pecknold formó la banda Fleet Foxes en 2006 con Skye Skjelset, a quien conocía desde el colegio, donde solían tocar juntos. 
En enero de 2015, el último proyecto de Pecknold fue un Off-Broadway, titulado "Wyoming" para el que escribió la partitura.